# Tylototriton shanorum
Espèce
Tylototriton shanorum est une espèce d'urodèles de la famille des Salamandridae.

## Répartition
Cette espèce est endémique de l'État Shan en Birmanie. Elle se rencontre à Taunggyi à 1 457 m d'altitude.

## Étymologie
Cette espèce est nommée en l'honneur des Shans.

## Publication originale
- Nishikawa, Matsui & Rao, 2014 : A new species of Tylototriton (Amphibia: Urodela: Salamandridae) from central Myanmar. Natural History Bulletin of the Siam Society, vol. 60, no 1, p. 9–22.